# Головина, Вера Александровна
Ве́ра Алекса́ндровна Головина́ (род. 10 мая 1945, Москва) — советский и российский историк, востоковед-египтолог, кандидат исторических наук, научный сотрудник Института всеобщей истории РАН, специалист по Среднему царству Египта.

## Биография
В 1969 г. окончила исторический факультет МГУ им. М. В. Ломоносова. Продолжила обучение в аспирантуре. В 1976 г. защитила кандидатскую диссертацию «Частное хозяйство в Египте эпохи Среднего царства (по материалам папируса Ḥqȝ-nḫt)».
В 1973 г. начала работать в Институте всеобщей истории АН СССР. С 1988 г. — ведущий научный сотрудник, заведующая отделом Центра сравнительного изучения древних цивилизаций.
Является заместителем главного редактора журнала «Вестник древней истории».

## Научная деятельность
Научные интересы В. А. Головиной связаны в археологией и историей Древнего Египта III—I тыс. до н. э., Древнего Ближнего Востока и древнего Средиземноморья. Ее исследования направлены на изучение института «слуг двойника» и вопростов земельной аренды в эпоху Среднего царства. Выступала с докладами на многих конференциях.
В статьях 1970—1990-х годов затрагиваются разные аспекты социальных и религиозных институтов Египта Среднего царства. Раскрывается особенности института hmw-k’, связанного с заупокойным культом и вещным правом на часть жертвоприношений. Владение заупокойного жреца, по мнению автора, представляло собой условное наследственное служебное держание. Такое «заупокойное» владение, связанное с областью частноправовых отношений, могло распространяться и на государственный сектор, в котором его аналогом были государственные должностные держания.
Исследователь касается проблемы древнеегипетской земельной аренды. Опираясь на анализ частных писем, Головина приходит к выводу, что в древнем Египте эпохи раннего Среднего царства существовала неизвестная и специфическая формы земельной аренды, особенности которой свидетельствовали о высокой степени вторжения денежных отношений в сельское хозяйство на рубеже III—II тыс.
В работах, посвящённых гендерным аспектам египетской государственности, рассматриваются свидетельства о пребывании на троне Египта женщин, чему препятствовали и традиция, и сложившаяся вокруг престола идеология власти, основанная на религии (фараон всегда считался воплощением мужского солнечного божества, в то время как женщина олицетворяла лунный небесный цикл). Процесс легитимизации власти женщины-фараона в этом случае объединил две несовместимые тенденции: феминизация традиционных названий и маскулинизация её визуального представления.

## Основные работы
- Частное хозяйство в Египте эпохи Среднего царства : по материалам папирусов Ḥqȝ-nḫt : дис. ... канд. ист. наук : 07.00.03 / МГУ им. М. В. Ломоносова, Исторический факультет, кафедра истории древнего мира. — М., 1976. — 212 с.
- К вопросу о социальной структуре хозяйства заупокойного жреца Ḥqȝ-nḫt // Вестник древней истории. — 1976. — № 2. — С. 122—142.
- Институт hmw-k’ в Египте эпохи Среднего царства // Вестник древней истории. — 1992. — № 1. — С. 3—20.
- Ḳdb: земельная аренда в Египте эпохи раннего Среднего царства // Вестник древней истории. — 1995. — № 2. — С. 4—27.
- Жена царева великая Нефертари Меритенмут // Женщина в античном мире : сборник статей  / отв. ред. Л. П. Маринович, С. Ю. Сапрыкин. — М.: Наука, 1995. — С. 8—43. — ISBN 5-02-009791-8. Архивировано 17 февраля 2020 года.
- Египет / Худож. С. И. Бордюг. — Тверь: Полина, 1997. — 79 с. — (Боги и герои). — ISBN 5-88117-061-X.
- В. С. Голенищев: основные вехи биографии // Вестник древней истории. — 2006. — № 4. — С. 170—173.
- Себекнеферу Себеккара — царица-фараон // Вестник древней истории. — 2008. — № 3. — С. 3—22.
- Алексашкина Л. Н., Головина В. А. Всеобщая история с древнейших времен до конца XIX века. 10 класс : учебник для общеобразовательных учреждений (базовый и профильный уровни). — 2-е изд., испр. — Москва : Мнемозина, 2009. — 431 с.
- История древнего мира. 5 класс. Учебник для общеобразовательных школ. М.: Мнемозина, 2013. 6-е изд. 272 с. (в соавт.).
- «Печать-теленок» с царским именем из собрания музея Метрополитен (MMA 10.130.164) // Aegyptiaca Rossica (Выпуск 6)  / под ред. М. А. Чегодаева, Н. В. Лаврентьевой. — М.: Русский фонд содействия образованию и науке, 2018. — С. 84—104. — ISBN 978-5-91244-233-9.
- Древний Египет (IV - II тысячелетия до н.э.) // Всемирная история : в 6 томах. Т. 1 : Древний мир  / ред. коллегия: А. О. Чубарьян [и др.], отв. ред. тома: В. А. Головина, В. И. Уколова. — 2-е изд., испр. и доп. — М.: Наука, 2019. — С. 99—132. — ISBN 978-5-02-040178-5 (Т. 1).
- Головина В. А., Немировский А. А. Человек, общество, религия на Переднем Востоке ранней древности // Всемирная история : в 6 томах. Т. 1 : Древний мир  / ред. коллегия: А. О. Чубарьян [и др.], отв. ред. тома: В. А. Головина, В. И. Уколова. — 2-е изд., испр. и доп. — М.: Наука, 2019. — С. 232—250. — ISBN 978-5-02-040178-5 (Т. 1).
- Головина В. А., Ладынин И. А. Египет Позднего времени (XI-IV века до н.э.) // Всемирная история : в 6 томах. Т. 1 : Древний мир  / ред. коллегия: А. О. Чубарьян [и др.], отв. ред. тома: В. А. Головина, В. И. Уколова. — 2-е изд., испр. и доп. — М.: Наука, 2019. — С. 256—270. — ISBN 978-5-02-040178-5 (Т. 1).